# Gedikbulak, Tuşba
Gedikbulak là một xã thuộc huyện Tuşba, tỉnh Van, Thổ Nhĩ Kỳ. Dân số thời điểm năm 2011 là 1.201 người.